# Nemoura luteicornis
Nemoura luteicornis är en bäcksländeart som beskrevs av Stephens 1836. Nemoura luteicornis ingår i släktet Nemoura och familjen kryssbäcksländor. Inga underarter finns listade i Catalogue of Life.